# 石塚省二
石塚 省二（日本語 いしつか しょうじ、1951年3月30日 -2014年5月24日は、日本の哲学者。茨城県岩井市出身。東京情報大学文化学科教授並びに同大学大学院経営情報情報学研究科博士課程、社会情報系列主任指導教授。
他に日本大学大学院総合社会情報研究科博士課程兼任教授(社会思想史特講･同特殊研究担当)、アメリカ合衆国アリゾナ州立大学大学院博士課程客員審査教授、ハンガリー科学アカデミィ･ルカーチ･アルヒーフ客員研究等を務めている研究者。
24年間主催している公開講座「ルカーチの存在論」の講師。

## 人物
ジェルジ・ルカーチによる「歴史と階級意識」などを読み解き、様々な視野からの歴史的な社会的状況を考慮。その結果、情報と消費を両輪として展開する世界市民社会の新しい状況ポストモダン状況について理解し、世界社会の今後を展望した。

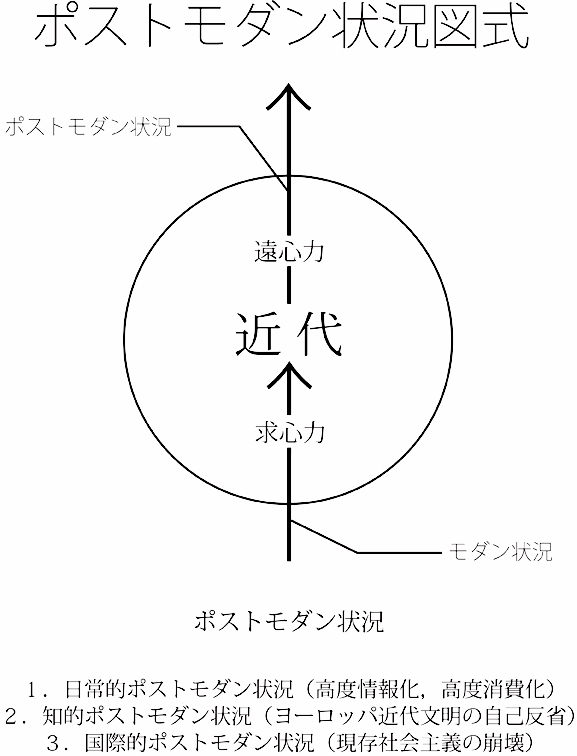
新しい状況ポストモダン状況

同状況は、日常的ポストモダン状況、知的ポストモダン状況、国際的ポストモダン状況から構成されるひとつの複合現象である。
また、ヨーロッパ哲学のメッカ、ポーランド他での多年にわたる修業を経て、6言語(日、英、仏、独、波蘭、露)を駆使する「多言語常用思想家」(Multilingual Thinker)として、世界でも稀な学者として知られている。
従兄弟とされるブログによると2014年5月に死去。享年63歳。

## 経歴
- 1951年 - 茨城県岩井市に生まれる。
- 1976年 - 東京外国語大学モンゴル科卒業。
- 1978年 - 東京大学新聞研究所卒業。
- 1984年 - 東京外国語大学 大学院 地域研究科ヨーロッパ地域コース専攻修了(国際学修士)。
- 1980年 - 1986年にかけてポーランド留学 ヤギェウォ大学 社会研究客員研究員。
- 1983年 - 1986年までヤギェウォ大学講師を兼任(日本語,日本文化)。
- 1986年 - ヤギェウォ大学 人文学(哲学、社会学)博士号を「最優等(summa cum laude)」成績で取得。
- 1990年 - 富山国際大学人文学部(国際文化学科・社会学科)助教授「東欧地域文化論・現代社会論・社会意識論・卒業演習担当」。
- 1997年 - 東京情報大学文化学科助教授「現代社会論・比較社会論・卒業演習担当」。
- 1998年 - 文部省大学院設置議員会より東京情報大学大学院経営情報学研究科博士課程 社会情報系列社会哲学指導教授「D(合格)」。
- 2004年 - 東京情報大学教授に就任。
- 2006年 - ISA(国際社会学会)理事候補。
- 2014年 - 死去。
- 年号不明  - IIS(国際社会学機構 anno 1893) 賢人会議メンバー
- 年号不明 - 東京都立大学 (1949-2011)人文学部 「社会学史担当」
- 年号不明 - 明治大学政経学部 「政治哲学・現代思想担当」
- 年号不明 - 早稲田大学法学部 「社会思想担当」
- 年号不明 - 中央大学文学部 「現代思想・現代社会論担当」
- 年号不明 - 成蹊大学法学部 「ヨーロッパ研究担当」
- 年号不明 - 東京国際大学社会学部 「社会思想史担当」
- 年号不明 - ポーランド、ワルシャワ大学哲学研究所
- 年号不明 - ドイツ・コンスタンツ・ツェッペリン大学
- 年号不明 - フランス・パリ・ソルボンヌ大学各客員教授

## 著書
- 『社会哲学の原像 －ルカーチ＜知＞の世紀末－』（世界書院、1987年）
- 『ポスト現代思想の解読 －近代の＜原ロゴス＞批判に向けて－』（白順社、1992年）
- 『省二の終焉と社会哲学 －東欧革命のアンプリカシオン－』（社会評論社、1994年）
- 『＜現在＞市民社会への社会哲学的考察 －六つの講義から日常的ポストモダン状況にある社会を読み解く－』（御茶の水書房、1995年）
- 『ルカーチの存在論 －欲望・他者・自然のトリオロジー－』（東京農大出版会、2004年）
- 『社会哲学の原像―ルカーチと「知」の世紀末』（世界書院; 増補版 2006年）
- 『情報文化社会の到来―東京情報大学情報文化学科創立10周年記念論集』（東京情報大学総合情報学部情報文化学科 2007年）
- 『ルカーチ入門―マルクス・ルネッサンス』（いなほ書房 2010年）
- 『ポストモダン状況論』（柘植書房新社 2014年）